# The Back Horn (album)
The Back Horn è il nono album della band giapponese The Back Horn, il sesto in studio con una major.

## Tracce
1. Haisha no Kei (敗者の刑)
2. Hello (ハロー, Harō)
3. Utsukushii Namae (美しい名前)
4. Maihime (舞姫)
5. Freesia (フリージア, Furījia)
6. Kōkai (航海)
7. Niji no Kanata e (虹の彼方へ)
8. Theater (シアター, Shiatā)
9. Ou beki Kizu (負うべき傷)
10. Koe (声)
11. Risō (理想)
12. Eda (枝)